# Yitzhak Levy
Yitzhak Levy (hébreu : יצחק לוי, né le 6 juin 1947) est un homme politique israélien du Parti national religieux.

## Biographie
Il est né à Casablanca en 1947. Il est le fils de Daniel-Yitzhak Levy. La famille s'installe en 1957 en Israël. Il étudie à la Yeshivat Kerem B'Yavneh et à la Yeshivat Hakotel et devient rabbin. Il travaille comme rabbin au collège talmudique de Bnei Akiva à Kfar Maimon.
Il est élu à la Knesset en 1988. Il devient ministre de l'énergie et des transports en 1996.
Le 2 novembre 2000, sa fille de 28 ans, Maciek, décède lors d'un attentat à la bombe à Jérusalem.